# یوککا کسکلاینن
یوککا کسکلاینن (انگلیسی: Jukka Koskelainen؛ زادهٔ ۱ ژانویهٔ ۱۹۶۱) مؤلف (پدیدآور)، نویسنده، و شاعر اهل فنلاند است.
وی همچنین برندهٔ جوایزی همچون جایزه اینو لینو شده‌است.